# Вайнрих, Харальд
Харальд Вайнрих (нем.  Harald Weinrich; 24 сентября 1927, Висмар, Свободное государство Мекленбург-Шверин — 26 февраля 2022, Мюнстер, Северный Рейн-Вестфалия) — немецкий филолог и философ, историк языка и литературы, один из наиболее известных и признанных немецких учёных-гуманитариев.

## Биография
Защитил диссертацию в Вестфальском университете имени Вильгельма. Преподавал в Киле, Кёльне, Билефельде, в Wissenschaftskolleg в Берлине. В 1978—1992 возглавлял в Мюнхенском университете кафедру немецкого языка как иностранного (нем. DaF). Был приглашен в Коллеж де Франс на кафедру романских языков и литератур (1992—1998), был приглашённым профессором в Мичиганском и Принстонском университетах.

## Научные интересы
Интеркультурная (транснациональная) литература, фонология и грамматика немецкого и французского языка, культура речи, лингвистика лжи, философия времени, памяти и забвения.

## Труды
- Das Ingenium Don Quijotes (1956)
- Phonologische Studien zur romanischen Sprachgeschichte (1958)
- Tempus — Besprochene und erzählte Welt (1964, фр. пер. 1973)
- Linguistik der Lüge (1965, англ. пер.2005)[7]
- Literatur für Leser (1971)
- Textgrammatik der französischen Sprache (1982, фр. пер. 1989)
- Wege der Sprachkultur (1985)
- Textgrammatik der deutschen Sprache (1993)
- Lethe. Kunst und Kritik des Vergessens  (1997, фр. пер. 1999, англ. пер. 2004)
- Kleine Literaturgeschichte der Heiterkeit (2001)
- Knappe Zeit. Kunst und Ökonomie des befristeten Lebens (2004, итал. пер. 2006, англ. пер. 2008, фр. пер. 2009)
- Wie zivilisiert ist der Teufel? Kurze Besuche bei Gut und Böse (2007, итал. пер. 2009)
- Vom Leben und Lesen der Tiere. Ein Bestiarium (2008)
- Über das Haben. 33 Ansichten (2012)

## Признание
Премия Зигмунда Фрейда за научную прозу (1977), Премия Конрада Дудена (1986), премия Карла Фосслера (1992), премия братьев Гримм города Ханау (1993), премия Вестфальского университета имени Вильгельма (1996), Ганзейская премия Гёте (1997), Медаль им. Карла Цукмайера (1998), почётная Премия имени Адельберта фон Шамиссо (2002), премия Йозефа Брайтбаха (2003), Европейская премия Шарля Вейонна за эссеистику (2013) и др. Почётный доктор университетов Билефельда, Аугсбурга, Гейдельберга. Орден Максимилиана «За достижения в науке и искусстве» (Бавария).